# Elezioni amministrative in Italia del 1962
Le elezioni amministrative italiane del 1962 si tennero il 10-11 giugno e l'11-12 novembre.

## Elezioni comunali di giugno

### Friuli-Venezia Giulia

#### Trieste
| Liste                                          | Voti    | %     | Seggi |
| ---------------------------------------------- | ------- | ----- | ----- |
| Democrazia Cristiana (DC)                      | 62.629  | 33,00 | 21    |
| Partito Comunista Italiano (PCI)               | 38.497  | 20,29 | 13    |
| Movimento Sociale Italiano (MSI)               | 24.740  | 13,04 | 8     |
| Partito Socialista Democratico Italiano (PSDI) | 15.295  | 8,06  | 5     |
| Partito Liberale Italiano (PLI)                | 15.003  | 7,91  | 5     |
| Partito Socialista Italiano (PSI)              | 12.489  | 6,58  | 4     |
| Unione Slovena (US)                            | 4.834   | 2,55  | 1     |
| Partito Repubblicano Italiano (PRI)            | 4.311   | 2,27  | 1     |
| Movimento per l'Indipendenza del TLT           | 4.110   | 2,17  | 1     |
| Partito Radicale (PR)                          | 1.444   | 0,76  | -     |
| Altri                                          | 6.420   | 3,38  | 1     |
| Totale                                         | 189.772 |       | 60    |

### Emilia-Romagna

#### Ravenna
| Liste                                          | Voti   | %    | Seggi |
| ---------------------------------------------- | ------ | ---- | ----- |
| Partito Comunista Italiano (PCI)               | 32.428 | 40,4 | 21    |
| Partito Repubblicano Italiano (PRI)            | 22.656 | 28,3 | 14    |
| Democrazia Cristiana (DC)                      | 13.006 | 16,2 | 8     |
| Partito Socialista Italiano (PSI)              | 6.381  | 7,9  | 4     |
| Partito Liberale Italiano (PLI)                | 2.261  | 2,8  | 1     |
| Partito Socialista Democratico Italiano (PSDI) | 1.966  | 2,4  | 1     |
| Movimento Sociale Italiano (MSI)               | 1.596  | 2,0  | 1     |
| Totale                                         | 80.294 |      | 40    |

### Toscana

#### Massa
| Liste                                                    | Voti | %    | Seggi |
| -------------------------------------------------------- | ---- | ---- | ----- |
| Democrazia Cristiana (DC)                                |      | 34,0 |       |
| Partito Comunista Italiano (PCI)                         |      | 20,1 |       |
| Partito Socialista Italiano (PSI)                        |      | 16,4 |       |
| Partito Socialista Democratico Italiano (PSDI)           |      | 11,3 |       |
| Partito Repubblicano Italiano (PRI)                      |      | 7,9  |       |
| Movimento Sociale Italiano (MSI)                         |      | 5,3  |       |
| Partito Liberale Italiano (PLI)                          |      | 3,0  |       |
| Partito Democratico Italiano di Unità Monarchica (PDIUM) |      | 2,0  | -     |
| Totale                                                   |      |      |       |

#### Pisa
| Liste                                                    | Voti   | %     | Seggi |
| -------------------------------------------------------- | ------ | ----- | ----- |
| Partito Comunista Italiano (PCI)                         | 19.196 | 31,18 | 13    |
| Democrazia Cristiana (DC)                                | 18.315 | 29,74 | 13    |
| Partito Socialista Italiano (PSI)                        | 8.909  | 14,47 | 6     |
| Movimento Sociale Italiano (MSI)                         | 5.545  | 9,0   | 3     |
| Partito Socialista Democratico Italiano (PSDI)           | 3.996  | 6,49  | 2     |
| Partito Liberale Italiano (PLI)                          | 2.845  | 4,62  | 2     |
| Partito Repubblicano Italiano (PRI)                      | 1.863  | 3,03  | 1     |
| Partito Democratico Italiano di Unità Monarchica (PDIUM) | 903    | 1,47  | -     |
| Totale                                                   |        |       |       |

### Lazio

#### Roma
| Liste                                                    | Voti      | %     | Seggi |
| -------------------------------------------------------- | --------- | ----- | ----- |
| Democrazia Cristiana (DC)                                | 365.940   | 29,21 | 24    |
| Partito Comunista Italiano (PCI)                         | 285.771   | 22,81 | 19    |
| Movimento Sociale Italiano (MSI)                         | 198.248   | 15,83 | 13    |
| Partito Socialista Italiano (PSI)                        | 158.199   | 12,63 | 10    |
| Partito Liberale Italiano (PLI)                          | 103.606   | 8,27  | 6     |
| Partito Socialista Democratico Italiano (PSDI)           | 78.496    | 6,27  | 5     |
| Partito Democratico Italiano di Unità Monarchica (PDIUM) | 35.498    | 2,83  | 2     |
| Partito Repubblicano Italiano (PRI)                      | 16.943    | 1,35  | 1     |
| Partito Radicale (PR)                                    | 1.608     | 0.13  | -     |
| Altri                                                    | 8.413     | 0,67  | -     |
| Totale                                                   | 1.252.722 |       | 80    |

### Campania

#### Napoli
| Liste                                                    | Voti    | %     | Seggi |
| -------------------------------------------------------- | ------- | ----- | ----- |
| Partito Democratico Italiano di Unità Monarchica (PDIUM) | 176.780 | 30,96 | 25    |
| Democrazia Cristiana (DC)                                | 158.828 | 27,82 | 23    |
| Partito Comunista Italiano (PCI)                         | 119.594 | 20,94 | 17    |
| Partito Socialista Italiano (PSI)                        | 47.841  | 8,38  | 7     |
| Movimento Sociale Italiano (MSI)                         | 31.715  | 5,55  | 4     |
| Partito Socialista Democratico Italiano (PSDI)           | 18.258  | 3,20  | 2     |
| Partito Liberale Italiano (PLI)                          | 15.421  | 2,70  | 2     |
| Movimento Nazionale Italiano (MNI)                       | 1.143   | 0,20  | -     |
| Fronte Rinascista Nazionale                              | 1.034   | 0,18  | -     |
| Movimento Economico Italiano Sociale (MEIS)              | 394     | 0,07  | -     |
| Totale                                                   | 571.008 |       | 80    |

### Puglia

#### Bari
| Liste                                          | Voti    | %     | Seggi |
| ---------------------------------------------- | ------- | ----- | ----- |
| Democrazia Cristiana (DC)                      | 59.722  | 39,41 | 25    |
| MSI - PDIUM                                    | 25.529  | 16,85 | 10    |
| Partito Comunista Italiano (PCI)               | 25.499  | 16,83 | 10    |
| Partito Socialista Italiano (PSI)              | 25.300  | 16,70 | 10    |
| Partito Socialista Democratico Italiano (PSDI) | 7.196   | 4,75  | 3     |
| Partito Liberale Italiano (PLI)                | 4.145   | 2,73  | 1     |
| Partito Repubblicano Italiano (PRI)            | 4.140   | 2,73  | 1     |
| Totale                                         | 151.531 |       | 60    |

#### Foggia
| Liste                                                    | Voti   | %    | Seggi |
| -------------------------------------------------------- | ------ | ---- | ----- |
| Democrazia Cristiana (DC)                                | 21359  | 39,6 | 20    |
| Partito Democratico Italiano di Unità Monarchica (PDIUM) | 10213  | 19,0 | 10    |
| Partito Comunista Italiano (PCI)                         | 9715   | 17,0 | 9     |
| Partito Socialista Italiano (PSI)                        | 7541   | 14,0 | 7     |
| Partito Socialista Democratico Italiano (PSDI)           | 2517   | 4,7  | 2     |
| Partito Liberale Italiano (PLI)                          | 2334   | 4,3  | 2     |
| Altri                                                    | 781    | 1,4  | -     |
| Totale                                                   | 53.920 |      | 50    |

## Elezioni provinciali di giugno

### Puglia

#### Provincia di Foggia
| Liste                                                                                   | Voti    | %     | Seggi |
| --------------------------------------------------------------------------------------- | ------- | ----- | ----- |
| Democrazia Cristiana (DC)                                                               | 109.845 | 35,43 | 11    |
| Partito Comunista Italiano (PCI)                                                        | 105,153 | 33,92 | 11    |
| Movimento Sociale Italiano-Partito Democratico Italiano di Unità Monarchica (MSI-PDIUM) | 34.539  | 11,14 | 3     |
| Partito Socialista Italiano (PSI)                                                       | 33.092  | 10,67 | 3     |
| Partito Liberale Italiano (PLI)                                                         | 10.105  | 3,25  | 1     |
| Partito Socialista Democratico Italiano-Partito Repubblicano Italiano (PSDI-PRI)        | 9.971   | 3,21  | 1     |
| Altre liste                                                                             | 7.267   | 2,34  | -     |
| Totale                                                                                  |         |       |       |

## Elezioni provinciali di novembre

### Toscana

#### Provincia di Massa-Carrara
| Liste                                                    | Voti    | %     | Seggi |
| -------------------------------------------------------- | ------- | ----- | ----- |
| Democrazia Cristiana (DC)                                | 36.705  | 31,18 | 8     |
| Partito Comunista Italiano (PCI)                         | 26.701  | 22,68 | 6     |
| Partito Socialista Italiano (PSI)                        | 23.357  | 19,84 | 5     |
| Partito Repubblicano Italiano (PRI)                      | 11.332  | 9,63  | 2     |
| Partito Socialista Democratico Italiano (PSDI)           | 7.816   | 6,64  | 2     |
| Movimento Sociale Italiano (MSI)                         | 4.794   | 4,07  | 1     |
| Partito Liberale Italiano (PLI)                          | 3.100   | 2,63  | -     |
| Partito Democratico Italiano di Unità Monarchica (PDIUM) | 1.636   | 1,39  | -     |
| Indipendenti                                             | 2.275   | 1,93  | -     |
| Totale                                                   | 117.716 |       | 24    |